# Auctorem fidei
Auctorem fidei est une bulle pontificale émise par le pape Pie VI le 28 août 1794 condamnant les actes du synode de Pistoia, l'évêque Scipione de' Ricci et les évêques de Toscane ayant pris part au synode, accusés de dérive janséniste.